# Max Merkel
Maximilian Merkel (Viena, Austria, 7 de diciembre de 1918 - Putzbrunn, Alemania-, 28 de noviembre de 2006), fue un jugador y entrenador de fútbol austríaco que desarrolló una amplia y reconocida trayectoria, sobre todo como entrenador. Ganó el título de Liga en tres países distintos (Alemania, Austria y España).

## Trayectoria

### Futbolista
En 1937, el joven Max Merkel, llega al primer equipo del Rapid de Viena, procedente de los equipos de categorías inferiores de dicho club. Ese mismo año es fichado por uno de los clubes más veteranos de Austria, el Wiener Sport-Club, del que forma parte cuando la Segunda Guerra Mundial interrumpe las competiciones futbolísticas.
Invadida Austria por la Alemania nazi, Merkel llegó a ser alineado el 27 de agosto de 1939 por la Selección Alemana, cuando fue uno de los ocho austriacos convocados por Sepp Herberger en un amistoso que finalizó con la victoria de Eslovaquia por dos goles a cero.
La Guerra le llevaría más tarde a formar parte del LSV Markersdorf, equipo de una base de las Fuerzas Aéreas Alemanas en el que jugó entre 1942 y 1945. Finalizada la contienda, y tras retornar durante una temporada al Wiener Sport-Club se incorpora nuevamente en 1946 al Rapid de Viena, donde jugará ocho temporadas, formando una recordada línea defensiva con Ernst Happel. En el Rapid permanecerá hasta 1954, año en que finaliza su carrera como futbolista.
Antes, en 1952 será internacional también con Austria, en un encuentro amistoso disputado en Suiza el 22 de junio de ese año y que finalizó con empate a uno.

### Entrenador
Retirado como futbolista, Merkel marcha en 1954 a Holanda, país donde comenzará ese mismo año su carrera como entrenador, situándose al frente del HBS Craeyenhout. Un año más tarde es nombrado Seleccionador Nacional de Holanda. 
En 1956 vuelve a su país natal, incorporándose como entrenador del Rapid de Viena, con el que un año más tarde se proclama Campeón de Liga.
En 1958 pasa a entrenar en Alemania, donde los once años siguientes dirigirá a Borussia Dortmund, TSV 1860 Múnich y 1. FC Núremberg, ganando en dos ocasiones la Liga y en una la Copa de Alemania.
El siguiente paso de su carrera como entrenador le llevará en 1969 a España. Dirige durante dos campañas al Sevilla FC y, a continuación, otras dos al Atlético de Madrid, con el que obtiene dos nuevos títulos de Copa y Liga.
De vuelta a Alemania, en 1974 dirigió de nuevo al TSV 1860 Múnich y, en años sucesivos, al FC Schalke 04, FC Augsburgo y Karlsruher SC para poner punto final a su trayectoria en 1983 en Suiza como técnico del FC Zürich.

## Clubes

### Como jugador
| Club              | País    | Años      |
| ----------------- | ------- | --------- |
| Rapid de Viena    | Austria | 1937      |
| Wiener Sport-Club | Austria | 1937-1942 |
| LSV Markersdorf   | Austria | 1942-1945 |
| Wiener Sport-Club | Austria | 1945-1946 |
| Rapid de Viena    | Austria | 1946-1954 |

### Como entrenador
| Club                          | País                          | Años      |
| ----------------------------- | ----------------------------- | --------- |
| HBS Craeyenhout               | Holanda                       | 1954-1955 |
| Selección Nacional de Holanda | Selección Nacional de Holanda | 1955-1956 |
| Rapid de Viena                | Austria                       | 1956-1958 |
| Borussia Dortmund             | Alemania                      | 1958-1961 |
| TSV 1860 Múnich               | Alemania                      | 1961-1966 |
| 1. FC Núremberg               | Alemania                      | 1967-1969 |
| Sevilla FC                    | España                        | 1969-1971 |
| Atlético de Madrid            | España                        | 1971-1973 |
| TSV 1860 Múnich               | Alemania                      | 1974-1975 |
| FC Schalke 04                 | Alemania                      | 1975-1976 |
| FC Augsburgo                  | Alemania                      | 1976-1977 |
| Karlsruher SC                 | Alemania                      | 1981-1982 |
| FC Zürich                     | Suiza                         | 1983      |

## Palmarés

### Como entrenador
- 1 Liga austriaca: 1957 (Rapid de Viena)
- 2 Ligas alemanas: 1965/66 (TSV 1860 Múnich) y 1967/68 (1. FC Núremberg)
- 1 Liga española: 1972/73 (Atlético de Madrid)
- 1 Copa de Alemania: 1964 (TSV 1860 Múnich)
- 1 Copa de España: 1972 (Atlético de Madrid)